# Ogunrinde Temilola
Ogunrinde Temilola (Nigeria) es una atleta nigeriana, especialista en la prueba de lanzamiento de martillo, en la que logró ser subcampeona africana en 2018

## Carrera deportiva
En el Campeonato Africano de Atletismo de 2018 celebrado en Asaba (Nigeria) ganó la medalla de plata en el lanzamiento de martillo, llegando hasta los 67.39 metros que fue récord nacional, tras la marroquí Soukaina Zakour (oro con 68.38 metros que también fue récord nacional) y por delante de la congoleña Jennifer Batu (bronce con 66.43 metros, que de nuevo fue récord nacional).